# World Solar Challenge 2013

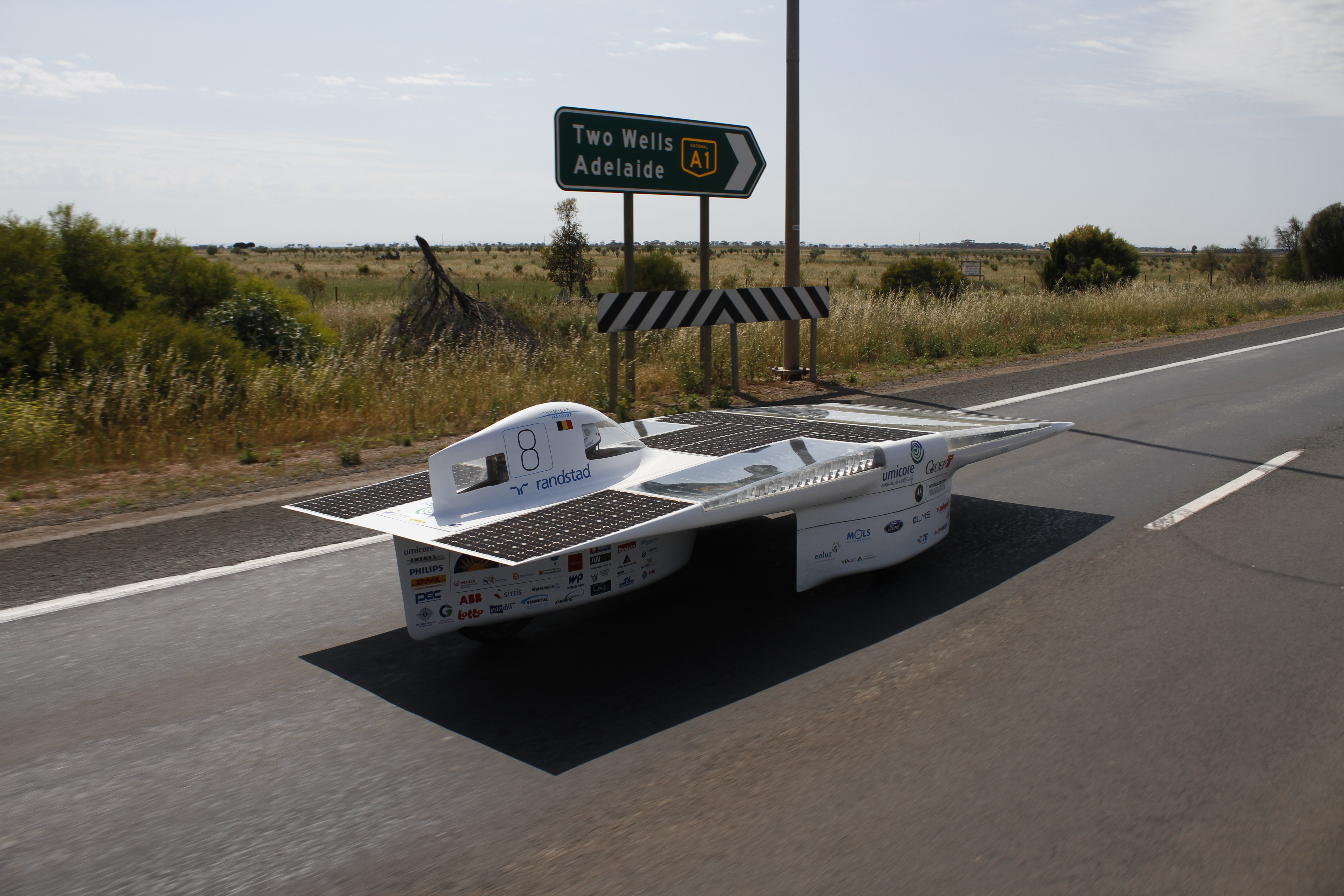
Coches solares, World Solar Challenge, 2011.

El World Solar Challenge (Desafío Mundial Solar) 2013 fue una edición de la carrera de carros solares, que recorre más de 3 000 kilómetros atravesando el interior de Australia. desde Darwin, en el norte del país hasta Adelaida, en el sur.
En total, 37 equipos compitieron, de los cuales 16 terminaron el trayecto. La competencia tuvo tres categorías que se definen según el tamaño de la celda solar y la cantidad de pasajeros, entre otras. Las categorías son: Crucero, Reto y Aventura.
En la categoría Crucero el ganador fue la Universidad de Tecnología de Eindoven de Holanda.
En la categoría Reto compitió un equipo colombiano, sin embargo no llegaron hasta el final. En esta categoría el vencedor fue el Equipo Solar Nuon de Holanda.
En la categoría Aventura la victoria fue para el equipo australiano Aurora, seguido por el equipo Antakari de Chile.

## Resultados

### Categoría CruceroCruiser
| Puesto | Equipo                  | País           | Distancia (km) | Time (hr:mn) | Kilómetros Persona | Energía Externa (kWh) | Práctica (%) | Final (%) |
| ------ | ----------------------- | -------------- | -------------- | ------------ | ------------------ | --------------------- | ------------ | --------- |
| 1      | Eindhoven               | Holanda        | 3022           | 40:14        | 9093               | 64.0                  | 88.3         | 97.5      |
| 2      | Bochum                  | Alemania       | 3022           | 41:38        | 6484               | 63.5                  | 87.0         | 93.9      |
| 3      | Sunswift                | Australia      | 3022           | 38:35        | 3022               | 64.0                  | 70.7         | 92.3      |
| 4      | University de Minnesota | Estados Unidos | 3022           | 51:41        | 5454               | 64.0                  | 69.3         | 79.2      |
| 5      | Goko HS                 | Japón          | 2288           |              |                    |                       | 70.7         |           |
| 6      | Apollo                  | Taiwán         | 1558           |              |                    |                       | 50.3         |           |
| 7      | TAFE SA Solar Spirit    | Australia      | 1469           |              |                    |                       | 71.7         |           |
| 8      | Universidad de Calgary  | Canadá         | 719            |              |                    |                       | 78.0         |           |

### Categoría RetoChallenger
| Puesto | Equipo                                | País           | Distancia (km) | Tiempo (hr:mn) | Velocidad (km/h) |
| ------ | ------------------------------------- | -------------- | -------------- | -------------- | ---------------- |
| 1      | Nuon Solar Team                       | Holanda        | 3022           | 33:03          | 90.71            |
| 2      | Universidad Tokai                     | Japón          | 3022           | 36:22          | 82.43            |
| 3      | Universidad de Twente                 | Holanda        | 3022           | 37:38          | 79.67            |
| 4      | Universidad de Stanford               | Estados Unidos | 3022           | 39:31          | 75.86            |
| 5      | Solar Energy Racers                   | Suiza          | 3022           | 40:13          | 74.54            |
| 6      | Punch Powertrain                      | Bélgica        | 3022           | 40:28          | 74.08            |
| 7      | Team Arrow                            | Australia      | 3022           | 43:38          | 68.71            |
| 8      | Universidad de Toronto                | Canadá         | 3022           | 45:38          | 65.71            |
| 9      | Universidad de Míchigan               | Estados Unidos | 3022           | 45:55          | 65.29            |
| 10     | Onda Solare                           | Italia         | 3022           | 48:25          | 61.92            |
| 11     | Universidad de Sidney Occidental      | Australia      | 2891           |                |                  |
| 12     | Instituto de Tecnología Kanazawa      | Japón          | 2564           |                |                  |
| 13     | EAFIT-EPM                             | Colombia       | 2505           |                |                  |
| 14     | Universidad Kogakuin                  | Japón          | 2450           |                |                  |
| 15     | KUST                                  | Corea del Sur  | 2013           |                |                  |
| 16     | SunSPEC                               | Singapur       | 1676           |                |                  |
| 17     | Universidad Técnica de Estambul (İTU) | Turquía        | 1613           |                |                  |
| 18     | ETS                                   | Canadá         | 1530           |                |                  |
| 19     | Sun Shuttle                           | China          | 1398           |                |                  |
| 20     | Universidad Jonkoping                 | Suecia         | 1301           |                |                  |
| 21     | ITS                                   | Indonesia      | 748            |                |                  |
| 22     | UMP                                   | Malasia        | 616            |                |                  |

### Categoría AventuraAdventure
| Puesto | Equipo                 | País           | Distancia (km) | Tiempo (hr:mn) | Velocidad (km/h) |
| ------ | ---------------------- | -------------- | -------------- | -------------- | ---------------- |
| 1      | Aurora                 | Australia      | 3022           | 38:39          | 77.57            |
| 2      | Antakari               | Chile          | 3022           | 49:31          | 60.54            |
| 3      | Sikat Solar            | Filipinas      | 2487           |                |                  |
| 4      | IVE                    | Hong Kong      | 2105           |                |                  |
| 5      | KAIT                   | Japón          | 1533           |                |                  |
| 6      | Solaris                | Turquía        | 1481           |                |                  |
| 7      | Mississippi Choctaw HS | Estados Unidos | 164            |                |                  |